# Acacia depressa
Acacia depressa é uma espécie de leguminosa do gênero Acacia, pertencente à família Fabaceae.